# Osman Saleh Mohammed

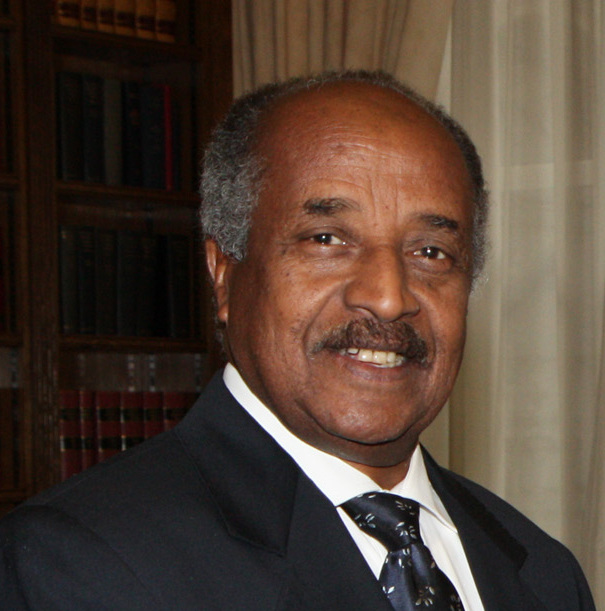
Osman Saleh Mohammed

Osman Saleh Mohammed (* 1948 in Asmara, Eritrea) ist ein eritreischer Politiker.

## Biografie
Nach der Unabhängigkeit Eritreas am 24. Mai 1993 wurde er von Präsident Isayas Afewerki zum ersten Erziehungsminister des Landes ernannt. Als solcher leitete er den Übergang des Schulsystems der revolutionären Eritreischen Volksbefreiungsfront (EPLF) in ein Nationales Schulsystem ein. Außerdem erfolgte unter ihm die Verpflichtung aller Abschlussklassen (Grade XII) des Landes zur Absolvierung des Sawa Defence Training Centre (Warsay Yika’alo School).
Im Rahmen einer Regierungsumbildung ernannte ihn Präsident Afewerki am 18. April 2007 zum neuen Außenminister. Saleh Mohammed ist außerdem Mitglied der Einheitspartei Volksfront für Demokratie und Gerechtigkeit (PFDJ).
Eritrea und Iran begannen kurz nach seinem Amtsantritt mit dem Ausbau ihrer wirtschaftlichen Beziehungen. Anfang Mai 2008 reiste er zusammen mit Finanzminister Berhane Abrehe an der Spitze einer Delegation nach Teheran und bereiteten ein Treffen im selben Monat zwischen Präsident Afewerki und dem iranischen Präsidenten Mahmud Ahmadinedschad vor. Im September 2008 wurde ihm durch Kanada die Ausstellung eines Einreisevisums verweigert, was auf Seiten Eritreas zu heftiger Kritik an Kanada führte.